# El Ejido (ort i Spanien)
El Ejido är en ort i Spanien.   Den ligger i provinsen Provincia de Almería och regionen Andalusien, i den södra delen av landet, 400 km söder om huvudstaden Madrid. El Ejido ligger 84 meter över havet och antalet invånare är 84 227.
Terrängen runt El Ejido är varierad. Runt El Ejido är det tätbefolkat, med 257 invånare per kvadratkilometer. El Ejido är det största samhället i trakten. Omgivningarna runt El Ejido är i huvudsak ett öppet busklandskap.